# Frontignan-de-Comminges
Frontignan-de-Comminges – miejscowość i gmina we Francji, w regionie Oksytania, w departamencie Górna Garonna.
Według danych na rok 1990 gminę zamieszkiwały 63 osoby, a gęstość zaludnienia wynosiła 25 osób/km² (wśród 3020 gmin regionu Midi-Pireneje Frontignan-de-Comminges plasuje się na 1000. miejscu pod względem liczby ludności, natomiast pod względem powierzchni na miejscu 1682.).